# Плоская Вершина
Пло́ская Верши́на (также Попо́вка) — деревня Верхнематренского сельсовета Добринского района Липецкой области.

## История
Возникла не ранее середины XVIII в. По данным 1782 г., это была деревня, насчитывавшая 4 двора. С 1864 г. село.

## Название
Название — по плоской ровной местности на водоразделе.

## Население
| 2010 |
| ---- |
| 54   |

## Объекты культурного наследия
- Курганная группа (6 насыпей).  исторический памятник (региональный)[3]

- Курган   исторический памятник (региональный)[3]